# Simeón Oyono Esono Angüe

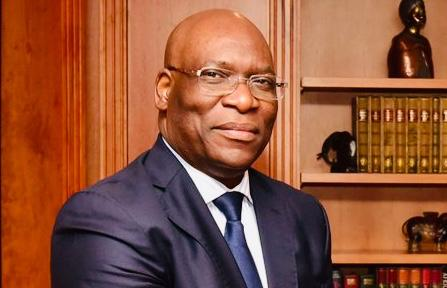
Simeón Oyono Esono Angüe

Simeón Oyono Esono Angüe (ur. 18 lutego 1967) – polityk i dyplomata z Gwinei Równikowej.
Urodził się w Mongomo w kontynentalnej części kraju. Związany ze środowiskiem akademickim, przez przeszło dekadę wykładał ekonomię na Universidad Nacional de Guinea Ecuatorial. Długoletni pracownik ministerstwa spraw zagranicznych, w resorcie tym był kolejno inspektorem generalnym (2001-2008) oraz sekretarzem generalnym (2008-2012). Ma także doświadczenie dyplomatyczne, był ambasadorem w Etiopii (2013-2018), reprezentował również kraj przy Unii Afrykańskiej oraz przy Komisji Gospodarczej Narodów Zjednoczonych ds. Afryki w Addis Abebie. 6 lutego 2018 został mianowany ministrem spraw zagranicznych i współpracy międzynarodowej.
Jest członkiem rządzącej Partii Demokratycznej.